# Pajīm
Pajīm (persiska: پَچَم, پجيم) är en ort i Iran.   Den ligger i provinsen Mazandaran, i den norra delen av landet, 230 km öster om huvudstaden Teheran. Pajīm ligger 1 230 meter över havet och antalet invånare är 399.
Terrängen runt Pajīm är kuperad söderut, men norrut är den bergig. Runt Pajīm är det ganska tätbefolkat, med 72 invånare per kvadratkilometer. Närmaste större samhälle är Behshahr, 17,4 km nordväst om Pajīm. I omgivningarna runt Pajīm växer i huvudsak blandskog.